# VxD
VxD(문화어: 가상장치구동프로그람)는 16비트 버전의 마이크로소프트 윈도우에서 쓰이는 장치 드라이버 모델이다. 하드웨어의 직접 접근뿐 아니라 커널과 실행 중인 모든 프로세스의 메모리에 접근 권한을 가지고 있다. "VxD"라는 이름은 "가상 xxx 드라이버"의 준말이며, 여기서 "xxx"는 어떠한 계열의 하드웨어 장치를 말한다. 대부분의 드라이버가 윈도우 3.x 시절 vxxxd.386라는 형태의 파일 이름을 가지고 있던 사실에서 VxD라는 이름이 만들어졌다. (이를테면, vjoyd.386 - 조이스틱, vmm.386 - 메모리 관리자,) VxD는 보통 윈도우 3.x에서 .386 파일 확장자를, 윈도우 95에서 .vxd 확장자를 가지고 있다. 윈도 3.x용으로 쓰인 VxD는 윈도우 95에서 사용될 수 있다.
VxD는 윈도우 NT 계열에서 사용할 수 없다. 윈도우 2000을 시작으로. 이러한 운영체제는 윈도 드라이버 모델 (WDM)을 사용한다. 윈도 NT 4 이하 버전은 자체적으로 개발한 드라이버만 사용해야 한다. 윈도우 비스타는 WDM뿐 아니라, 커널 모드 드라이버 프레임워크 (KMDF)와 사용자 모드 드라이버 프레임워크 (UMDF)를 포함한 더 새로운 윈도우 드라이버 파운데이션을 사용한다. KMDF는 또한 윈도우 XP, 윈도우 2000용으로 내려받아 사용할 수 있게 되어 있다. (UMDF는 윈도우 XP에서만 사용할 수 있다.)

## 같이 보기
- 윈도우 드라이버 모델